# 苏珊娜·约克
苏珊娜·约克（Susannah York，1939年1月9日—2011年1月15日），英国女演员，涉足舞台、电视和电影。
约克因出演《汤姆·琼斯》（Tom Jones）和《四季之人》（A Man for All Seasons）等经典电影而享有国际声誉。她最为人熟知的是1969年与简·方达（Jane Fonda）一起在电影《射马记》（They Shoot Horses, Don't They?）中演对手戏，並因电影中扮演的角色而获得奥斯卡最佳女配角奖提名。
约克患有多發性骨髓瘤，2011年1月15日在家人陪伴下去世，享年72岁。

## 電影
- 1962年：（Freud）
  - 提名—金球奖剧情类电影最佳女主角
- 1963年：《風流劍客走天涯》（Tom Jones）
- 1966年：《日月精忠》（A Man for All Seasons）
- 1969年：《大不列顛戰役》（Battle of Britain）
- 1969年：《攞命舞》（They Shoot Horses, Don't They?）
  - 英國電影學院獎最佳女配角
  - 提名—奧斯卡最佳女配角獎
  - 提名—金球獎最佳電影女配角
- 1970年：《简·爱（英语：Jane Eyre (1970 film)）》（Jane Eyre）
  - 提名—艾美獎迷你影集及電視電影最佳女主角